# González, Tamaulipas
González là một đô thị thuộc bang Tamaulipas, México. Năm 2005, dân số của đô thị này là 40946 người.